# Witalij Cieszkowski
Witalij Walerjewicz Cieszkowski, ros. Виталий Валерьевич Цешковский (ur. 25 września 1944 w Omsku, zm. 24 grudnia 2011 w Krasnodarze) – rosyjski szachista i trener szachowy, arcymistrz od 1975 roku.

## Kariera szachowa
Urodził się na Syberii w polskiej rodzinie. W roku 1973 otrzymał tytuł mistrza międzynarodowego, a dwa lata później został arcymistrzem. Dwukrotnie, w latach 1978 (wraz z Michaiłem Talem) i 1986 triumfował w mistrzostwach Związku Radzieckiego. W roku 1986 wystąpił w zespole ZSRR na olimpiadzie szachowej w Dubaju i zdobył wraz z drużyną złoty olimpijski medal. W roku 1976 wystąpił w turnieju międzystrefowym w Manili i był bliski awansu do grona pretendentów (ostatecznie zajął IV miejsce). W kolejnym turnieju międzystrefowym, rozegranym trzy lata później w Biel/Bienne, zajął IX miejsce. Wielokrotnie zwyciężał bądź dzielił I miejsca w międzynarodowych turniejach, m.in. w Bukareszcie (1974), Lipsku (1975), Dubnej (1976), Erywaniu (1980), Banja Luce (1981), Soczi (1981), Cienfuegos (1981, memoriał Jose Raula Capablanki), Mińsku (1982), Vrnjackiej Banji (1982), Wijk aan Zee (1988, turniej B), Baden-Baden (1988) oraz Kurganie (1994). W 2005 r. podzielił III m., natomiast w 2006 r. zwyciężył w mistrzostwach Rosji „weteranów” (zawodników pow. 60. roku życia). W 2008 r. podzielił I m. w memoriale Gieorgija Agzamowa w Taszkencie (wspólnie z Antonem Filippowem i Farruchem Amonatowem) oraz w Majkopie (wspólnie z Aleksandrem Lastinem, Aleksandrem Pietruszynem i Kiriłłem Bryzgalinem). Zdobył również w Davos tytuł wicemistrza Europy „weteranów”, natomiast w 2009 r. zdobył w Condino brązowy medal mistrzostw świata w tej kategorii wiekowej, a w Rogaškiej Slatinie – tytuł mistrza Europy, jak również samodzielnie zwyciężył w memoriale Gieorgija Agzamowa w Taszkencie. W 2010 r. w Salonikach po raz drugi zdobył złoty medal Mistrzostw Europy seniorów.
Na przełomie lat 70. i 80. klasyfikowany był w pierwszej dwudziestce na światowej liście Międzynarodowej Federacji Szachowej. Najwyższy ranking w karierze osiągnął 1 października 2005 r., z wynikiem 2600 punktów zajmował wówczas 28. miejsce wśród rosyjskich szachistów. Według retrospektywnego rankingu Chessmetrics zajmował w roku 1976 najwyższe miejsce siódme.
Jako trener współpracował m.in. z Władimirem Kramnikiem, Bartłomiejem Macieją i Borisem Sawczenko.

## Śmierć
W turniejach szachowych brał udział aż do samej śmierci. 23 grudnia 2011 r. podczas I rundy turnieju w Krasnodarze nagle zachorował, a następnego dnia zmarł, nie odzyskując przytomności.